# かってに改蔵
『かってに改蔵』（かってにかいぞう）は、久米田康治による日本のブラックコメディ漫画作品。累計発行部数700万部以上。

## 作品概要
東京都練馬区と埼玉県の中間にあるという「とらうま（虎馬）町」（別名「しがらみ（死殻海）町」）を舞台にした、一話完結式のギャグ漫画。
『週刊少年サンデー』誌上において1998年21・22号から2004年34号まで連載。『太陽の戦士ポカポカ』の次の連載にあたり、サンデー上では4作目、久米田の通算としては5作目となる連載作品。
連載初期はそのために天才塾の刺客に狙われるという設定だったが、後期以降はそのような設定があった事すら忘れ去られたように触れられなくなってしまった。
序盤では露出などの下ネタを主としたギャグ展開が多かったが、中盤以降は日常的な物事を収集・羅列するネタが特徴的であり、それまであまり見られなかったマニアックなネタなども随所で見られる。これはアキハバラマップの作成を含めて畑健二郎の影響による所が大きい。「行け!!南国アイスホッケー部」や「ポカポカ」から引き続いて連載初期は北崎拓が頻繁にネタにされていたが、それ以後は藤田和日郎、万乗大智、猪熊しのぶ、赤松健といった面々や、畑健二郎や前田君などのアシスタントをネタにすることが多くなった。
2003年12月に、23巻までの本編内容を解説した公式ファンブック『かってに研究しやがれBOOK』が発売されている。連載終了から7年後の2011年8月には本書に加え、最終巻収録内容までの解説及び後述のマガジン掲載の特別編などを収録した『追補版』をセットにした『かってに研究しやがれBOOK 完全版セット』が発売されている。
2010年4月から2011年6月にかけて、小学館少年サンデーコミックス スペシャルから新装版全14巻が刊行された。また、新装版第11巻限定版には、本作初の音声化作品となるドラマCDが付属された。
2011年1月14日にアニメ化が発表され、2月4日にOVA形式で発売されることが担当声優と共に報じられた。
2011年には久米田の画業20周年を記念してライバル誌である『週刊少年マガジン』（22・23合併号）で特別読み切りとして掲載された（同じ日に発売された『サンデー』には久米田が『マガジン』で連載中だった『さよなら絶望先生』の特別編が掲載された）。
2018年には元アシスタントである畑健二郎の新連載『トニカクカワイイ』の連載記念に第一話と同時掲載で週刊少年サンデー2018年12号に描き下ろし特別編『新しい恥図』が掲載された。単行本未収録。

## あらすじ
虎馬（とらうま）高校2年生の主人公「勝 改蔵」は、元々天才で、ご近所からは神童と呼ばれていたが、羽美が改蔵を公園の遊具から突き落としてしまった事をきっかけに、現在は思い込みの激しい超変人になってしまった。ある日、ふとした事故で気を失った彼は、科学部部長「彩園 すず」の気まぐれ発言により、自分が改造人間になったと思い込んでしまう。こうして科学部改め科特部に所属することとなった彼は、様々な怪人（と決め付けたただの変人）と戦う決意をする。後に、改蔵は幼少時代に地域のエリート塾「天才塾」に通っていたが、変人になり、おかしな言動をとるようになった結果、天才塾の崩壊、天才塾生達の変態化という事態を招いてしまうことになった事実が判明。

## 主な登場人物

### とらうま高校

#### 科特部
勝 改蔵（かつ かいぞう）
声 - 櫻井孝宏（少年期：岩男潤子）
主人公。地元の虎馬（とらうま）高校2年生。科特（科学）部部員。幼い頃は真面目な天才少年だったが、ある事故をきっかけに、同部部長の彩園すずによって改造人間にされたと思い込んでいる。故にすずのことは「博士」と呼んでいる。容姿端麗だが訳の分からない発言を繰り返し、遠慮がなく、思ったことをためらうことなく口にするのでよく人の逆鱗に触れる。当初は思い込みの激しさと変人ぶりで、常識人という立ち位置の地丹や羽美を困惑させていたが、連載が進むにつれ地丹や羽美の性格が異常化していったのに伴って相対化する形で、話の後半では彼らの行動を冷静に諫める常識人の立場に回ることが多くなった。
口癖は「10年に1人の○○」で、この言葉に憧れてもいる。後半は女癖の悪さもひとつの特徴と成り、担任のよし子先生にまで手を出していた。天才塾が閉鎖した原因を作った張本人で、多くの天才塾生から恨みを買っている。
名前の由来は、勝海舟と改造を掛けたものであるとの憶測があったが、14巻の読者コーナーで「勝海舟とは関係ありません。タイトル見てください」と否定した。
体温が38.5度以上になると頭脳明晰の天才になる（戻る？）。 人の嫌がるあだ名をつけるのが得意。クリスマス・イヴはネロとパトラッシュの冥福を祈る日だと思い込んでいる。制服の下の縞模様のシャツには秘密がある（ただし初期は普通のシャツだった）。外見によらず体格は意外と筋肉質である。
名取 羽美（なとり うみ）
声 - 喜多村英梨
科特（科学）部部員。改蔵と幼なじみの同級生で、改蔵をおかしくした張本人。髪型は黒色の姫カットで、ヘルメットのような髪形をしており、それを馬鹿にされると怒る。連載初期は自分の過失によって改蔵が変態化したことに自責の念を感じる「悲劇のヒロイン」として描かれていた。性格も「看板○○」・「理想の○○」と言う言葉に弱かったり、貧乳（作中では「駄乳」と呼ばれる）なのがコンプレックスだったりと比較的普通の女の子として描かれていた（ただし比較対象の部長や亜留美が巨乳であるため、作中での作画では周囲に評されるほどの貧乳でもない）。
徐々に山田さんの方がヒロインに相応しいと語られるようになるに連れ、空気が読めずに一方通行なコミュニケーションしかできないために友達ができない事が発覚。次第に猟奇的な本性を現すようになり改蔵や地丹、そして不特定多数の人々を血みどろの目に遭わせる不条理トラブルメーカーの猟奇的なヒロイン（?）と化していった。その後も彼女は悲惨な運命をたどり、父親がリストラされると一家は離散し、羽美本人は改蔵の家で引き取られる事になった。なお、父親のリストラ後は母親から羽美の妊娠がいわゆる『望まない妊娠』によるものであることを告げられている。
上記の猟奇的行動や作中での改蔵に対する行動から一部では「ヤンデレヒロイン」として扱われる事もある。得意な武器はモーニングスター。多重人格で人格は88人いる。殺生沙汰に詳しく、呪術などが得意。特別番外編では、ツイッターを始めたらしい。
名前の由来はナトリウムから。
坪内 地丹（つぼうち ちたん）
声 - 斎藤千和
科特（科学）部部員。丸眼鏡を常用。改蔵の同級生にして「下っ端スーツ」に身を包む下っ端キャラで、 虎馬高校のほぼ全ての生徒にパシリにされる。連載初期は純粋且つ真面目で、気弱な性格と地味な風貌のために改蔵に下っ端扱いされる不幸な少年として描かれていた。特徴的な擬音は「きょきょきょきょきょー」。ちなみに地丹以上（以下？）の下っ端は世界に存在しない様子。
水泳やサッカー、スノボーなど実はスポーツ万能という設定や、酒が入ると親父な性格になる、メガネを外すと美男子になったりと、「意外性の人」の特性も持っていた。それ故改蔵にいじめられていた序盤では得意の運動神経を生かして改蔵を見返してやろうという態度を取るも、すべてが空回りしてしまったことも。しかし、羽美と同様次第に内面的な欠点が強まったことで性格はふてぶてしく変態化し、正真正銘のダメ人間と化していった。家に帰ると極度の内弁慶。その変化はキャラ造形でも顕著で、初期は亀山カメ夫、または勉三さん風のぐるぐる眼鏡をかけていたが、中盤からは眼鏡のぐるぐるがなくなりキレた羽美同様四白眼のような目つきに変化。背は三頭身に近いくらいに小さくなる。以降は美少年的な素顔もいくつかの例外的なエピソードを除いてほとんど描写されなくなっていった。女子曰く母性本能を擽るタイプなので、見かけによらずスポーツ万能で意外とモテるが、ネガティヴな思考や言動が災いして女の子たちが遠ざかっていく。かなりの鉄道オタクでEF55形電気機関車がお気に入り。
物語の後半は頭頂部を覆い尽くすほどの円形脱毛症になり、たびたびネタにされる。さらに干からびたり膨張したり、羽美に何度も刺されたりするなど不幸の度合いが増してゆく。母親の浮気が発覚（後述）しており、不倫行為や浮気相手に関しては複雑な様子。
名前の由来はチタン、苗字は連載開始当時の担当だった「坪内崇（つぼうち たかし）」から。
彩園 すず（さいえん すず）
声 - 豊崎愛生
科特（科学）部部長。改蔵たちの先輩。本来なら3年生のはずなのに、改蔵ら2年生の旅行などの際にも何故か常に同行している、レトロなアイドルとして活躍していた過去がある、裏業界・闇世界・学校・秋葉原に絶大な権力を持っているなど謎が多く、その本心は誰もあずかり知らないところにある。連載初期は冗談好きの一般人だったが、話が進むにつれ改蔵と同様に妙な肩書きが増えていき、第9話に於いては詐欺行為をはたらくなど腹黒い性格がむき出しに描かれる。周囲の人からは「湘南っぽい、フランスっぽい、ミラノっぽい」などと言われ、本人は「～と言われればそうかもしれないわね」と同意しているのかしていないのか微妙な返事をする。特徴的な擬音は「しれっ」。改蔵が熱血的に突っ込むのに対し、いつも冷静な態度を崩さず「しれっ」とした表情で過激なことを言って突っ込みを入れ、他人の気持ちを逆なでしたり、凹ませたりしている。科特（科学）部部長としてだけでなく、さまざまな形で作品中のあらゆる場面に姿を現す。しかも徹底的な守銭奴でとことん金を溜め込んでいる。ちなみに昔は内ハネだった。
名前の由来はサイエンスと錫から。

#### その他の生徒・教師
山田（やまだ）さん
声 - 堀江由衣
代表的な呼称は「美人で有名なクラス委員の山田さん」。名前の文字がだんだんと消えていく奇病にかかっており、之繞（しんにょう）しか残っていないために本名は不明。そのため一時「山口さん」になってしまったり、「山一」という名札をつけていたこともある。（後に「山田さん」に戻る）。また誰かが本名を話そうとすると、どこからともかく毒矢が飛んでくることも。
中期では一時改蔵と交際していた時期があった。後期では正義の味方として、砂丹と共に陰ながら平和を守っていたようだ。
大好物は焼きそばパン。連載初期は天才塾が世間に迷惑をかけるときの第一被害者としての立ち位置だったが、落ちたパンや腐ったサバを平気で食べるなど、徐々に食べ物に目がない貧乏キャラとして定着してゆく。他のシチュエーションにおいてもあまりキャラを崩さずに幅広く対応するようになり、羽美から「正統派ヒロイン」の地位を奪った張本人との指摘もあるが、後期は出番が減り他の女子生徒が増えた為に誰がヒロインかは問われなくなった。
泊 亜留美（はく あるみ）
声 - 明坂聡美
地丹のバイト先の後輩。作品の中盤から登場。地丹に想いを寄せられているが、彼からのアプローチに対しては極端に鈍い。ただし、ストーカーには正体が地丹だとは知らないためかなりの恐怖心を持っている。初登場時は中学生で、改蔵たちより1つ年下の後輩という設定だったのだが、年齢が固定された他のキャラを尻目に春になるごとに進級を重ね、最終的には改蔵たちより先輩（高校3年生）になるという怪奇現象が起こっていた（単純に考えると彼女は1986年度生まれということになる）。
名前の由来はアルミ箔から。
坪内 砂丹（つぼうち さたん）
声 - 山野井仁
坪内地丹の双子の弟で、肌が浅黒い。初登場時では容姿は兄とほぼ同じながら、喧嘩が強くて下っ端ではないという、全くもって欠点の無い弟であった（地丹曰く「暗殺拳の使い手」）。その後は長く出番がなかったが、連載後半に再び現れると、成長して兄とは全く違う美形の容姿となっており、眼鏡も外している。性格的にも明るく社交的で欠点が無く、改蔵と友達以上（?）な関係を匂わせたり、山田さんと虎馬町の平和を守ったり別設定で少年誌的な戦いをしていた。
坪内 牡丹（つぼうち ぼたん）
坪内地丹の妹。おとなしく内気な中学生で、出番が少ないこともあり特にこれといった個性はない。初登場は、地丹の家族写真の中の一コマだったが、作品後半に再び登場した時は砂丹同様、美少女化（メガネっ娘）していた。初登場時との唯一の共通点は、眼鏡ともじもじした態度のみであった。
神崎 美智子（かんざき みちこ）
改蔵達のクラスメイト。作品の中盤から登場。漫画やアニメの大好きなオタク少女。私生活の趣味（同人活動）を、学校ではひたすら隠そうとしている典型的な「隠れオタク」。改蔵によって同人趣味を暴露されて以降、頻繁にネタにされていく事になる。親や羽美からは、「ミッチー」の愛称で呼ばれるが、本人は受け入れてはいない。家族全員オタク趣味らしく、神崎家では、自分専用のコピー機や業務用のホッチキスを家族の一人ひとりが持っているのが当たり前となっている。
しえちゃん
声 - 新谷良子
改蔵たちのクラスメイト。動物好き。これといって特徴がなく唯一の普通キャラ。髪形はソシエ・ハイム似のショートボブ。羽美に友人関係を強要されるという被害を受けている。比較的初期から登場していたキャラだが、名前が判明したのはかなり後半になってからである。コロという名前の犬を飼っていたが、改蔵によって自然に返されてしまう。後期で改蔵と付き合っている女性の1人でその中心的存在である。
竹田（たけだ）
地丹のバイト先の後輩。物語の中後半から登場。温厚で腰の低い性格で、地丹が外で堂々と威張れる唯一の人物。
よし子先生
声 - 岩男潤子
26歳独身。連載初期は25歳の保健医だったが、以降は年齢も上がり改蔵たちのクラスの担任という設定になった。若い頃ムツゴロウ王国に憧れ動物たちの世話にあけくれ、都会に戻ったら行き遅れていたというイタイ過去をもつ。教師にあこがれていると同時にOLにもあこがれていたらしい。連載中盤以降、26歳独身という事をやたら改蔵にネタにされた。一度、セーラー服のコスプレをさせられて以降しばらく学校内での登場時はセーラー服となった。自分では「まだまだいけるな」と思っているらしい。
吉田（よしだ）
虎馬高校の校長。登場は比較的早く当時は比較的普通の校長だったが、ドMであることが発覚して以来校長室内での変態的な行動が目立つようになる。また連載後期では改蔵が言いそうなことを予測する能力を身につけ、改蔵に「校長、やるようになった」と言わしめるが、完全には対応しきれなかった。

### 主要人物の家族
改蔵の母親
声 - 平田真菜
名前は不明。落ち着いた性格で何事にも動じない。名取羽美の暴走に対しても冷静に対処し、後期からは改蔵と同居させるように計らう。
改蔵の父親
母親と同じく名前は不明だが、改蔵曰く忍者。そのため母子共に彼には会った事もないらしい。
名取 義三郎（なとり ぎざぶろう）
羽美の父親。物語の途中でリストラされて、それが原因で一家は離散。以降どうなったかは不明。
名取 由美（なとり ゆみ）
羽美の母親。義三郎と結婚したのは偶然羽美が出来てしまったのが原因らしく自身の黒歴史と化している模様。名取家が離散してからは、どうなったかは不明。
名取 翔太（なとり しょうた）
羽美の弟。よく羽美に呪いの実験台として使われる。改蔵の友達で、初期のころはたまに一緒になって遊んでいた。一家が離散してからは、どうなったかは不明。
地丹の母親
名前は不明。元々は普通の優しい性格の主婦だったが、後期からは浮気相手ができ、いつの間にか子供も生まれ豪勢な格好をしていた。
地丹の母親の浮気相手
名前は不明。地丹の母の中学時代の同級生で幼馴染であり、パート先の社長。地丹の母との間に子供がいる。意外と金持ちらしく地丹と仲良くなろうとして、小遣いを渡した事もある。外見はごついが性格は温厚。町内会長でもあるらしく、改蔵曰く「いい人」。
坪内 牡丹（つぼうち ぼたん）
地丹の妹。中学生。かつては他の家族同様、(初期の)地丹そっくりの外見で、瓶底眼鏡に二つ結びという容姿だったが、のちに母や砂丹同様に美形化した。美形化後は髪を下ろしている。
ラヴ影先生（らぶかげ）
声 - 一城みゆ希
元女優で山田さんの母親。初登場以降、常にかつて演じていた地蔵の格好をしている。恋愛関係の話に五月蝿く「ラヴ」の発音にすら拘りをもっていて、怒ると生肉を投げつける。『ガラスの仮面』の月影千草のパロディキャラ。
山田 三郎（やまだ さぶろう）
山田の父。山田が幼いころに、「イガ天(イカ天のパロディ)」にあこがれて家を飛び出した。このため山田は「イガ天バンド」に強烈な恨みを抱いている。現在でも別居しているが離婚はしていない。

### その他
美良野マリオ（みらの マリオ）
声 - 三木眞一郎
元天才塾の講師。改蔵からは「おしゃれ先生」と呼ばれる。名前通りおしゃれについて語ったりファッションショーを開いたりしている。天才塾の関係者だが、どちらかというと改蔵の味方という珍しい人。物語後期は出番がほとんどない。同じ作者の「さよなら絶望先生」や「かくしごと」にも度々登場している。
ジュン
声 - 永田依子
八重歯が特徴の彩園すずの自称ライバル。関西弁。すずとコンビを組み、大阪・日本橋でのアイドル活動を展開していたが、すずのわがままによって一方的に解散させられる。その間のギャラ配分が7:3だったうえに、その取り分さえもすずに騙し取られていた可哀想な人。その復讐のために虎馬高校に転入。即座に空位だった生徒会長となり、科特部を廃部にしようと画策する。初登場時のインパクトこそあったもののその後の登場は数回程度で、科特部からも名前を忘れられている。物語後半では、改蔵が裏で付き合っている相手の中の一人となる。

## 主な設定
とらうま高校
昭和60年創立。初期設定では公立高校だったが、後に私立高校となる。山田さんの影の支えで運営されていると言っても過言ではない。実権を握っているのは校長だが、すずや改蔵のおかしな助言により部活動が次々と合併されたり、よくわからない行事の多い学校。
科学特捜部
略して科特部。連載初期は、人体模型を扱っていたり、顧問がいたりと普通の部活動だったが、改蔵が勘違いにより「科学特捜部」に変更した頃から、部員が4人に減ったり科学的な実験などは一切行われなくなっている。その代り校内や校外にて起こる怪事件（ほとんどが元天才塾生）を解決するための探偵事務所のような存在になっている。彩園すず曰く「コナンくんでは扱ってくれないような恥ずかしい事件を解決するのが役目」とのこと。絡み略称は『ウルトラマン』に登場する「科学特捜隊」から。
勝家
改蔵と両親が暮らしている家。父親は忍者で、常に姿を隠している。このため、改蔵はもとより、母親ですらその姿を見たことは無かった。最終回まで顔すら確認されていないが、生活している形跡は残す。母親は最初は普通の人だったが、顔も知らぬ忍者と結婚していたり、暴走した羽美にお札を貼って静めたり、改蔵と羽美の婚姻届を勝手に提出したりと夫同様謎が多いが、顔や性格は改蔵によく似ている。羽美が住むようになった時、改蔵の部屋の押入れで寝ていたが、いつの間にか羽美だけの部屋もできていた。
名取家
羽美の両親と弟との4人暮らしだった家。羽美は幼い頃から多数の事件や事故を起こしている。弟はなぜか改蔵と遊び、すずにだまされて1万円で化粧道具を買ってしまったり、父親は会社をサボって解雇されたりと散々な家。羽美が勝家で生活し始めてからは登場しなくなった。
坪内家
漫画でありがちな家族全員同じ顔だったが、地丹のメガネが変更されたあたりから徐々に変わっていった。砂丹、牡丹を含め地丹もメガネを外すと美形な事から子供はすべて母親似らしく、父親の存在は12巻以降一切なくなっている。
物語前期は改蔵たちに秘密基地として乗っ取られたり土地の基盤だけを残して家がなくなったことがある。物語後期は度々放火で家が焼失。父親どころか牡丹も登場しなくなり、砂丹や地丹は家に帰ることがほとんどなく、母親は浮気相手の男との間に子供が生まれ家以外での登場が多くなった。
山田家
山田さんと元女優（ラヴ影先生）の母親が主に住んでいる。昔は父親が富豪で豪邸に住んでいたが、羽美が放火したために消失した。父親はミュージシャンになると言って家を出た。ダンボールハウスや古い木造アパート、学校の屋上など内職をしながらあちこちを転々としている。一時期、大金持ちになったこともあるが、あることがきっかけでまた貧乏に戻った。

### 天才塾
主人公・勝改蔵が幼少期に通っていた学習塾。
入塾審査が厳しく、ほとんどの塾生はスカウトによって入った才能ある子供達であった。しかしアホになった改蔵が調合した薬品によって大爆発が起き、塾は崩壊し解散を余儀なくされ、カリキュラム途中で世に放たれた天才達は、中途半端な天才（=変態）として世間に迷惑を掛ける事となってしまう。
しかしながら、基本的には1話につき1回しか登場しない、いわゆる「一発屋」が殆どで、下記の中で頻繁に登場するのはおしゃれ先生とラヴ影先生くらいである。物語の中盤以降は、全くと言っていいほど登場しなくなった。

#### 元天才塾生達
掲載は登場順。
睡眠学習コース 大平三兄弟
改蔵が引き起こした天才塾爆発事故の副作用で全員不眠症になってしまい、故に改蔵に復讐を企む。自分たちでもわからないような難問を改蔵の高校の全校生徒にささやき、全校生徒を不眠症にして改蔵を孤立させようとしたが、質問をすべて改蔵に答えられてしまい、答えを知った安心感からか三人とも10年ぶりに眠りについた。ネーミングの元ネタは、マシュー・ペリー来航時に流行した狂歌「太平の眠りを～」。
サッカーコース ヌカタ
声 - 石田彰
改蔵の後輩。キラーパスの達人で、彼が出すキラーパスは様々な災いを引き起こす。フランスに憧れている。
こんにゃくいも栽培コース カツノリ
こんにゃくを伝統とする村の住人で改蔵の後輩。ルピーというフィリピン人の妻がいる。村の屈強な男たち全員がこんにゃくに身を包むこんにゃく祭りに、妻の思いを叶えるためナタ・デ・ココで出場。後に村人からナタ・デ・ココの素晴らしさが理解された。
情報操作コース うわさの金蔵
羽美の妊娠の噂に尾ひれをつけまくった。本人曰く「うわさつき」とのこと。
のり養殖コース（生涯学習成人の部） 鈴木のりお
現在町で海苔屋を営むが、磯臭いと評判が悪い。学校の生徒の細い眉毛に海苔を貼り付けようとした。身体中の無駄毛が生えている個所の至る所に海苔を張り付けている（久米田康治曰く股間周辺のムダ毛はギャランドゥ）。なんだかんだで改蔵たちと友達になる。
あて名書きコース もん太
全裸、スキンヘッドで常に筆を持ち歩いている。あらゆる人間の持ち物に名前を書いた。普通なら慈善行為だが、ある人が大切にしているものにでかでかと名前を書いたり、またある人の彼氏や彼女にまで名前を書いているため、みんなから迷惑がられた。改蔵によって彼のある身体の一部が地丹の物になった。
いたずらコース パンプキンヘッド
いたずら専門部隊「パンプキンベレー」の一員。いたずらをすることに命を懸けており、改蔵もかつて在籍していたことがある。「パンプキンヘッド」はコードネーム。ハロウィンの日にカボチャの面を被りブリーフ一丁という姿で現れた。おかしを要求したが気に入ったものがなかったため、教室の扉に手榴弾を取り付けたり、ジュースの中身を「男汁100%」に変えたり、トイレットペーパーを紙やすりに変えるなどした。それらのトラップには、何故かすべて地丹がひっかかっている。
服飾コース 美良野マリオ（通称：おしゃれ先生）
声 - 三木眞一郎
前述。
アルティメットコース はっちゃく
天才塾にいたころは凶暴な性格でみんなから「血みどろはっちゃく」と呼ばれ恐れられていたが、現在は小心者に改心させられている。
冠婚葬祭コース てつろう
クリスマスを喪に服すべき日と決めつける、改蔵の後輩。フランダースの犬のラストシーンで改蔵と共に号泣した過去を持つ。
宗教法人コース たかうじ
天才大社の神主を務めていたが後に転職しダァマ神殿の神官となった。
司会コース ヒロシ（通称メッシュ）

弁護士養成コース こういち
天才塾で発行される資格「いいわけ士」所持者。（ただし認定試験はない）弁護士の道を諦め、いいわけ士として改蔵の前に現れる。
人事コース モムラ

情報伝達コース ゆうじ

童話作家コース 王様

チームリーダー育成コース（ブラジル支部） ドォンガ

演劇コース ラヴ影先生（山田さんの母）

考古学コース教授 さくぢ

天文コース みつる、ハレー先輩他多数

数学講師 じん

演劇コース ケンちゃん

カブキ者コース 前田様
声 - 高岡瓶々
代理人養成コース お代理様

マルチメディアプロデュースコース さとし

ツアコンコース ハラキリ

自然保護コース G.W.ニコルル

秘書育成コース 宝田

ハードボイルドコース キトカタ

予告編プロデュースコース 東崎

大量消費コース ザ・グレート・ムダ

ぬか喜びコース（モンマルトル校） フランス人とその通訳

戦場カメラマン育成コース まさし

お医者さんごっこコース ドクター淋

メルカトル図法学習コース ただたか
ファンブックのコラムに名前だけ登場。
鉄道員養成コース 鉄道（てつみち）
ファンブックのコラムに名前だけ登場。

#### その他の人物
町立祝日研究所の祝日研究家
6月の祝日の秘密を調べに来た改蔵たちに謎を解くヒントを示す。珍しく久米田康治本人がこの役柄として登場しており、1コマだけだが自分の写真も使用している（『MMR マガジンミステリー調査班』のパロディの趣旨もこめられている）。
秀才塾
物語の終盤に登場した天才塾のライバル。天才と違いマイペースでなく真面目なエリート集団という事であったが、アドリブに弱くせっかく立てた計画も上手くいかず羽美によって阻まれるばかりか、ボロクソに言われてしまう。

## 最終話
作中では「打ち切り」や「サンデーに合っていない」などの自虐ネタが多かったが、作者はインタビューで「（最終話のアイデアは）連載の割と早い段階からあった」と述べている。
最終回は後述する通りの内容となっており、「今までの内容及び展開は総てが改蔵たちの空想」というものである。改蔵がすずによって改造人間にされたと思い込み、すずのことを「博士」と呼んでいたのも、この空想に基づく空想で、いわば空想の中の空想であった。
石神井病院の精神科の患者
患者たちは、集団催眠のように、過剰な妄想を共有している。
勝 改蔵
閉鎖病棟の患者であり、箱庭治療を受けていた。「二人が一緒にいれば互いの暴走を止められる」とすずに判断され、最終話で羽美と共に退院することとなった。
名取羽美
閉鎖病棟の患者。作中で羽美が着ていた衣装や、しえが羽美にプレゼントした「ジルのワンピ」は、治療中に羽美がスケッチブックに書いたものであった。最終話で改蔵と共に退院して同棲することになった。
坪内地丹
閉鎖病棟の患者だが、彼一人だけ改蔵と羽美の退院後も残っていた。最終話で虎馬町の秘密を知るが、すずに「退院は時期尚早」と見なされたので注射を打たれて病棟に連れ戻される。症状が重いのか、寝室では作中の「下っぱスーツ」によく似た拘束衣を着せられていた。最終巻のカバーを外すと地丹の退院するシーンが描かれている。
天才塾 塾生
実際に自分は天才だと思っているエリート崩れの患者達。ゆえに、天才塾の元講師及び元塾生は、一部の医療スタッフを除けばほぼ全員が改蔵や羽美と同じ閉鎖病棟に入院している患者である。
よし子
改蔵や羽美と同じ閉鎖病棟に入院している患者。自分の事を「行き遅れた女教師」と思い込んでいる、背伸びしすぎた7歳の少女であった。作中で複数の女性と交際していた改蔵が「よし子先生とは遊びだ」と言い放ったのは、彼女が現実世界においては子供だったことと関係している。
漫画家
零落れた漫画家である患者。『かってに改蔵』が打ち切られたことを知らずに漫画を描き続けている。

石神井病院の医師・看護師
患者たちの妄想につきあいつつ治療に取り組んでいる。
彩園すず
精神科の女医。改蔵たちの主治医であったため、作中では常に冷静沈着かつ自由自在に立ち回っていた。今まで守銭奴を貫き通したのは改蔵と羽美が退院する際に生活資金を渡すためで、最終話で今まで溜め込んでいたお金を二人の旅立ちの費用として譲り渡した。
坪内砂丹
精神科の若先生（精神科医師）。坪内地丹とは同姓だが、血縁関係の無い他人である。改蔵たちが自称天才塾生の相手をする事に飽きた後、山田さんと共に彼らの相手をしていたようだ。
美良野マリオ
医師。改蔵たちに対しては、天才塾の妄想を持った患者の「おしゃれ先生」として見られていた。
改蔵の母親（役）
看護婦。後期からは改蔵と羽美の共同生活の手引きをするなど、二人の関係性を重視した対処を行った。
改蔵の父親（役）
作中では明確に描写されていないが、おそらく院長が務めていたようである。多忙なのか勤務中もしばしば行方をくらますため「忍者」のような人と言われている。
山田さん
看護婦。改蔵たちの面倒をよく看ており、改蔵が天才塾生の相手をするのに飽きた後は、代わりに自身が坪内先生と共に天才塾生の相手をしていた。
地丹の母（役）
看護婦長。不倫相手と思われていたパート先の社長は彼女の夫だった。優しい性格は夫婦ともに同じで、退院後の地丹を引き取ることを決める。
泊亜留美
看護婦。まだ新人らしく、時折ドジをしてしまうところがある。新人の彼女が仕事において経験を積んでいくことから、彼女だけ進級するように見られていた。地丹にストーキングされていることは素で気が付いていない。
しえちゃん
看護婦。彼女と共によく登場していた友人のメガネっ娘も同様に看護婦。
竹田
医師。温厚な物腰の人物で、坪内地丹の後輩役としてよく面倒を看ていたが、実際の本人はかなり年配である。

## 備考
- 単行本書き下ろしの読者コーナーでは冗談でハガキを募集した所、6通しか来なかったため全員掲載した。ところが、以降の巻では投稿が殺到し、一時期は採用率が半分を切った事もあった。主に自作イラスト、自前の写真やプリクラ、過去のトラウマとなっている物（自作のキャラなど）が掲載されていた。中には、手の込んだ力作が送られてきた事もあり作者は困惑していた。基本的に著作権の都合などで掲載できない作品（一部はモザイクを入れて掲載された作品もある）以外は、ストックという形で持ち越し掲載待ちのスタンスを取っていた。
- 単行本以外に最終巻と同時期にコンビニコミック版「かってに改蔵 SPECIAL SELECTION」が発売された（現在は絶版）。作者の次回作『さよなら絶望先生』のアニメ版第一期では、最終回のエンドカードに改蔵、羽美、地丹が描かれた。
- サンデーとマガジンの合同企画として、サンデー・マガジン両誌の連載経験者がキャラクターデザインを行い村枝賢一が作画を手がけたSF短編『MINEZAAG』（週刊少年マガジン・2009年32号掲載）に地丹が登場しており、作品の最後で改蔵の単行本の宣伝も行った[9]。

## いいがかり姉さん
「いいがかり姉さん」（いいがかりねえさん）は『ヤングガンガン』の2005年9号（5月6日号）に掲載された本作のスピンオフ作品。20ページの読み切り。後に新装版9巻に収録された。
『かってに改蔵』のヒロインであった名取羽美を主役とし、羽美の弟から見た形でいくつかのナレーションが加えられている。また、『改蔵』で名取羽美と同じ科特部員だった坪内地丹も後半にクレーマーとして登場する。しかし、坪内としか書かれていないため同定することはできない。
基本的に、『改蔵』の外伝と見なすべきものなので、本編を知っている人の方がよりいっそう楽しめるが、独立の作品としてもそれなりに楽しめるように創作されている。
なお、久米田康治は巻末で「夢も希望も想像力も無い僕にファンタジーは描けませんでした。」とコメントしている。
この作品の約1か月後、読み切りとしての次作『特に負けても構わない戦いがそこにはある〜サレジオ落穂によろしく（仮題）〜』が週刊ヤングサンデーに掲載された。こちらは新装版3巻に収録されている。

## OVA
2011年5月25日よりOVAが通常版・限定版の2バージョンで上・中・下巻の全3巻で発売。当初は4月発売予定だったが、東日本大震災の影響で延期となった。同作者原作の『さよなら絶望先生』のアニメ版を手がけた新房昭之が総監督、龍輪直征が監督、シャフトが制作を担当している。ナレーションは立木文彦が担当。
発売前の2011年5月23日、2011年8月8日にニコニコ動画で第1話、第3話の先行配信され、6月25日にテレビ神奈川、7月8日にBS11で第1話が放送している。

### スタッフ
- 原作 － 久米田康治
- 総監督 - 新房昭之[5]
- 監督 - 龍輪直征[5]
- シリーズ構成 - 東冨耶子[5]、高山カツヒコ[5]
- 脚本 - 高山カツヒコ
- キャラクターデザイン・総作画監督 - 山村洋貴[5]
- 美術監督 - 飯島寿治
- 色彩設計 - 滝沢いづみ[5]
- ビジュアルエフェクト - 酒井基
- 編集 - 関一彦[5]
- 撮影監督 - 江藤慎一郎
- 音響監督 - 亀山俊樹[5]
- 音楽 - 川田瑠夏[5]
- 音楽制作 - スターチャイルドレコード[5]
- アニメーション制作 - シャフト[5]
- 製作 - かってに改蔵製作委員会[5]

### 主題歌
オープニングテーマ「かってに改造してもいいぜ」
作詞 - 大槻ケンヂ / 作曲 - NARASAKI / 編曲 - 特撮 / 歌 - 水木一郎と特撮
エンディングテーマ「ナニがナニでナニなの…」
作詞・作曲・編曲 - 前山田健一 / 歌 - 新☆谷良子
挿入歌「ドッキドキ!LOVEメール」（第6話）
作詞・作曲 - つんく / 編曲 - 川田瑠夏 / 歌 - 名取羽美（喜多村英梨）

### 各話リスト
| 巻数 | 話数                      | サブタイトル               | 絵コンテ                      | 演出     | 作画監督                    | 発売日          |
| ---- | ------------------------- | -------------------------- | ----------------------------- | -------- | --------------------------- | --------------- |
| 上巻 | 第1話 覚醒めた男          | 詩ってるつもり!?           | 龍輪直征                      | 龍輪直征 | 山村洋貴                    | 2011年5月25日   |
| 上巻 | 第1話 覚醒めた男          | 走りだしたら止まらない!?   | 岩崎安利                      | 龍輪直征 | 西田美弥子                  | 2011年5月25日   |
| 上巻 | 第1話 覚醒めた男          | 学校の海パン               | 龍輪直征                      | 龍輪直征 | 阿部厳一朗                  | 2011年5月25日   |
| 上巻 | 第2話 美しき男たちの品格  | 学校の海パン               | 龍輪直征                      | 龍輪直征 | 阿部厳一朗                  | 2011年5月25日   |
| 上巻 | 第2話 美しき男たちの品格  | フランスはどこだ!?         | 龍輪直征                      | 龍輪直征 | 実原登                      | 2011年5月25日   |
| 上巻 | 第2話 美しき男たちの品格  | ファッション大魔王!?       | 岩崎安利                      | 岩崎安利 | 岩崎安利                    | 2011年5月25日   |
| 中巻 | 第3話 炎の幻影紅天女      | どうしようラヴストーリー   | 今泉賢一                      | 龍輪直征 | 岩崎安利                    | 2011年8月10日   |
| 中巻 | 第3話 炎の幻影紅天女      | この子の七つのお祝いに     | 今泉賢一                      | 龍輪直征 | 梶浦紳一郎                  | 2011年8月10日   |
| 中巻 | 第3話 炎の幻影紅天女      | いつかギリギリする日…!?    | 今村亮                        | 龍輪直征 | 高橋美香 山村洋貴           | 2011年8月10日   |
| 中巻 | 第4話 裏切りのサイエンス  | いつかギリギリする日…!?    | 今村亮                        | 龍輪直征 | 高橋美香 山村洋貴           | 2011年8月10日   |
| 中巻 | 第4話 裏切りのサイエンス  | ゴーイング娘。             | 大谷肇                        | 大谷肇   | 森川均                      | 2011年8月10日   |
| 中巻 | 第4話 裏切りのサイエンス  | 西から来た女!!             | 大谷肇                        | 大谷肇   | 杉藤さゆり                  | 2011年8月10日   |
| 下巻 | 第5話 バックトゥザTORAUMA | イノセントワールド         | そえたかずひろ                | 大谷肇   | 工藤裕加（総） 清水博明     | 2011年 10月26日 |
| 下巻 | 第5話 バックトゥザTORAUMA | さようなら山田さん         | 橋本アキラ                    | 大谷肇   | 工藤裕加（総） 小山知洋     | 2011年 10月26日 |
| 下巻 | 第5話 バックトゥザTORAUMA | ある意味、貝になりたい。   | 龍輪直征                      | 龍輪直征 | 梶浦紳一郎                  | 2011年 10月26日 |
| 下巻 | 第5話 バックトゥザTORAUMA | EXパート                   | 岩崎安利                      | 龍輪直征 | 岩崎安利                    | 2011年 10月26日 |
| 下巻 | 第6話 孤独な女            | ある意味、貝になりたい。   | 龍輪直征                      | 龍輪直征 | 梶浦紳一郎                  | 2011年 10月26日 |
| 下巻 | 第6話 孤独な女            | スレスレ★サーカス          | 川畑喬                        | 川畑喬   | 小澤円                      | 2011年 10月26日 |
| 下巻 | 第6話 孤独な女            | 近ごろ、おヘソ出さないね。 | 龍輪直征 芦野芳晴（歌パート） | 川畑喬   | 田中穣 中山初絵（歌パート） | 2011年 10月26日 |
| 下巻 | 第6話 孤独な女            | EXパート                   | 龍輪直征                      | 龍輪直征 | 山村洋貴                    | 2011年 10月26日 |

## WEBラジオ
『かってに改蔵ラジオしてもいいぜ』のタイトルで2011年6月15日から11月16日までアニメイトTVで配信された。隔週水曜日更新。全12回。
パーソナリティ
- 斎藤千和（坪内地丹役）

ゲスト
- 櫻井孝宏（勝改蔵役）（第2,3,8回）
- 喜多村英梨（名取羽美役）（第4,5,11回）
- 堀江由衣（山田さん役）（第6,7回）
- 新谷良子（しえちゃん役、新☆谷良子役）（第9,10回）

DJCD
| タイトル                            | 発売日    | 品番           | ゲスト               |
| ----------------------------------- | --------- | -------------- | -------------------- |
| DJCD かってに改蔵ラジオしてもいいぜ | KICA-3167 | 2011年10月26日 | 櫻井孝宏（勝改蔵役） |

## 日本国外での展開
台湾では長鴻出版社が小学館から正式認可を受けており、繁体字中国語版の単行本が『改造新人類』のタイトルで26巻まで刊行されている。装丁は日本語版と同じ。
また、タイでもタイ語版がBURAPAT社より刊行されており、スペインではスペイン語版もEditorial IVREAより刊行されている。